# Henri Leblanc
 (octobre 2020).
Henri Joseph Leblanc (né à Tourcoing le 18 octobre 1825 et mort dans la même ville le 28 juillet 1901), de son nom complet, fut le directeur du Collège de Tourcoing  de 1858 à 1901. Abbé, professeur et écrivain, il s'opposa toute sa vie à ce qu'il considérait comme l'un des vices de la laïcisation, l'anticléricalisme et l'irreligion. 
Il fut élevé au titre de Prélat de Sa Sainteté en 1901.

## Biographie

### Principal du Collège communal de Tourcoing
Après le 10 février 1858, qui voit la mort de maladie d'Augustin Lescouf, directeur du Collège de Tourcoing, les autorités universitaires sont à la recherche d'un nouveau principal. On s'intéresse alors à un jeune professeur connu pour son érudition, l'abbé Henri Leblanc, docteur ès Lettres, qui accepte de prendre en main les rênes de l'établissement.
Henri Leblanc accepte et se retrouve donc à la tête du Collège de Tourcoing, établissement déjà ancien puisque fondé par les pères récollets en 1666.
Le Collège communal de Tourcoing jouit à cette époque d'un statut particulier parmi les autres établissements de la région : en effet, un équilibre parfait y est maintenu entre l'élément laïc et l'élément ecclésiastique, avec huit professeurs laïcs et huit professeurs-prêtres. La primauté de l'élément ecclésiastique est cependant visible par le fait que le poste de Directeur est réservé à un religieux, à la suite d'un accord entre la ville de Tourcoing et le diocèse de Cambrai. 
Henri Leblanc, hostile aux « réformettes » qui surchargent les programmes scolaires et au jeu des chaises musicales au ministère de l'Instruction publique, oppose une résistance courtoise mais ferme aux velléités d'intervention des autorités universitaires dans son école. Il développe un programme axé autour de l'étude des Humanités : les langues anciennes, le latin et le grec), qu'il considère comme les matières permettant la plus grande ouverture d'esprit. Son projet éducatif, affirme-t-il, est de former des hommes, pas de transformer ses élèves en encyclopédies superficielles.
Leblanc met l'accent sur trois notions qui dirigent toute son action pédagogique :
- L'instruction : la formation intellectuelle et culturelle des enfants qui lui sont confiés.
- L'éducation : participer et encadrer les sentiments, le comportement et le caractère, en d'autres termes forger le cœur des futurs hommes.
- La foi : l'aboutissement des deux notions précédentes, la formation philosophique, chrétienne et religieuse, qui s'adresse à l'âme.

Doté d'une autorité et d'une volonté peu communes, l'abbé Leblanc était, disait-on, une "main de fer dans un gant de velours". Il considérait l'enseignement aux jeunes générations comme une mission intrinsèque à ses vœux de religion, et conscient de la dignité de sa fonction et de son Collège, il fut un grand constructeur, notamment la Grande chapelle (inaugurée en 1859 et consacrée à la Vierge en hommage à la dévotion particulière qu'avait pour elle un ancien directeur (1838-1855), Albert Lecomte.

### Le collège de Tourcoing impliqué dans l'unification italienne et la fin des États pontificaux
Durant le Second Empire (1852-1870), l'aide apporté par la France à l'unification italienne divise les catholiques français qui voient avec appréhension la claire volonté du Piémont-Sardaigne d'annexer les États pontificaux et de faire de Rome la capitale du nouveau Royaume d'Italie. 

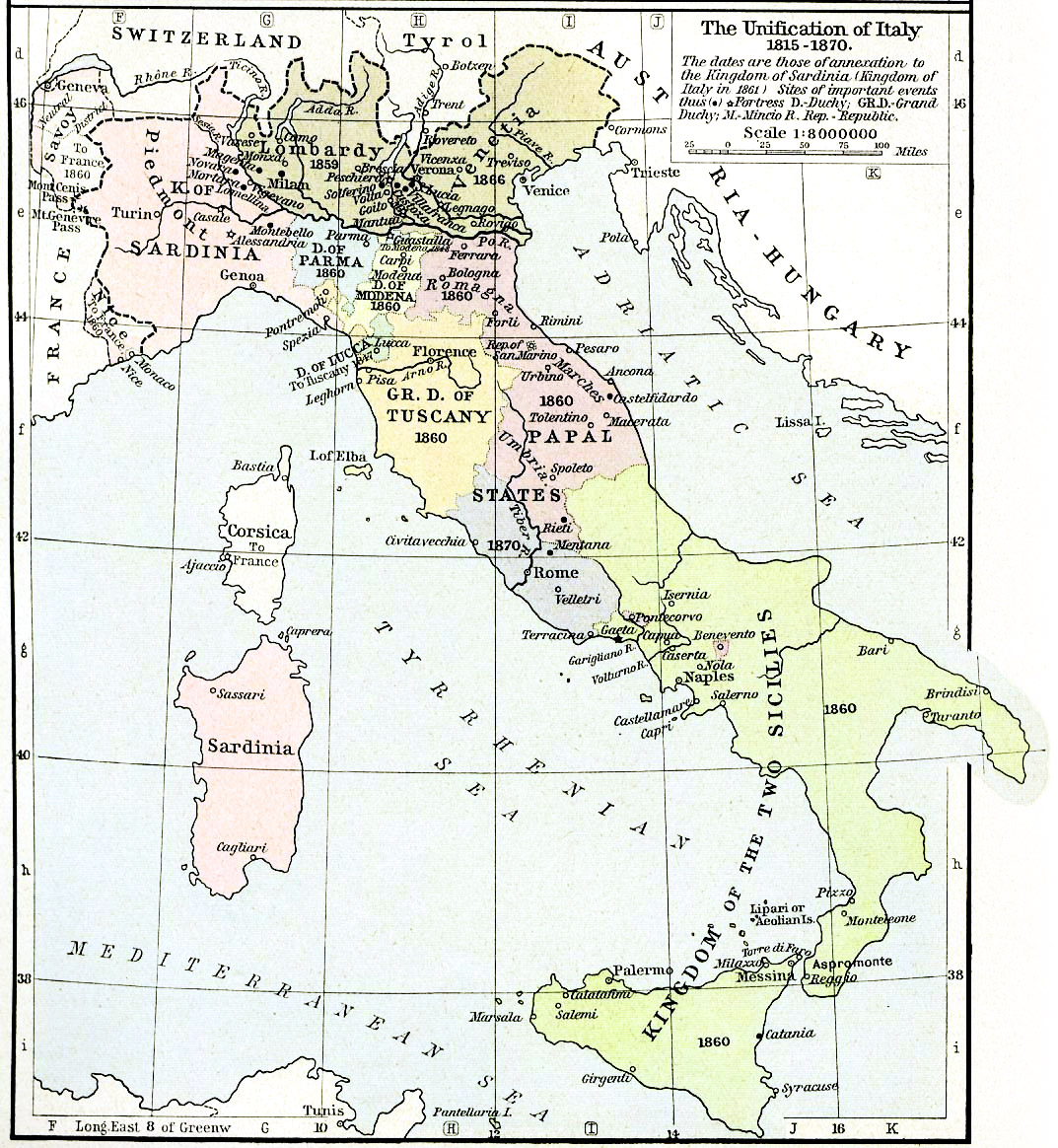
Vers l'unification italienne...

Pour Leblanc, l'attitude de la France est empreinte d'hypocrisie parce que d'une part, il y a soutien militaire aux forces piémontaises qui ne cachent pas leur objectif de conquérir Rome en symbole d'apothéose de l'unification italienne, et d'autre part, Napoléon III fait stationner des troupes autour de la Ville Éternelle pour dissuader les Italiens de tenter une action contre le Pape.

Ce qui n'empêche pas les Italiens de s'attaquer aux régions périphériques des États pontificaux, comme la Romagne et les Marches : des volontaires de tous les pays s'engagent dans les armées du Pape Pie IX, qui n'entend pas se laisser déposséder du Patrimoine de Saint-Pierre sans combattre. 
C'est ainsi qu'un jeune professeur du Collège, Henry Wyart, âgé d'une vingtaine d'années, et qui hésitait sur sa vocation religieuse, partit pour Rome avec la bénédiction de Leblanc et intégra le bataillon des Zouaves Pontificaux, sous les ordres du général de Lamoricière. Son exemple fut suivi par plusieurs dizaines d'anciens élèves et de professeurs du Collège. Leur conduite valeureuse fit grand honneur à l'établissement, notamment à la bataille de Castelfidardo où les troupes pontificales internationales se battirent avec courage contre l'écrasante supériorité numérique italienne. 
Cette épopée, toute relative qu'elle soit, souleva l'enthousiasme parmi les élèves du Collège qui écrivirent une lettre de soutien et de fidélité au Pape. L'abbé céda à l'enthousiasme et partit pour Rome avec deux autres professeurs ecclésiastiques porter sa supplique au Souverain Pontife. Henry Wyart obtint une audience privée avec Pie IX et celui-ci, heureusement surpris, remercia l'abbé et écrivit immédiatement une réponse courte et chaleureuse, qu'il concluait par ces mots :

"Timete Dominum et Nihil Aliud", "Craignez le Seigneur et rien d'autre".
Cette formule devint la devise du Collège de Tourcoing, tandis que, de retour chez lui, l'abbé Leblanc consacrait l'établissement au Sacré-Cœur de Jésus.
L'aventure d'Italie prit fin lorsque Rome tomba entre les mains des Italiens : le Pape licencia alors ses chers zouaves qui retournèrent chez eux amers de la défaite mais couverts de gloire, dans une France vaincue et humiliée par la guerre de  1870.

Quant à Henry Wyart, il resta à Rome auprès du pape Pie IX qui l'ordonna prêtre en 1871, avant de l'envoyer comme frère trappiste à l'Abbaye du Mont des Cats.

### Des relations de plus en plus tendues avec la Ville et l'Université
Timete Dominum et Nihil Aliud n'était pas une parole vaine, au contraire. Le pape connaissait les difficultés que la laïcisation imposait aux établissements d'enseignement tenus par des religieux, et l'abbé Leblanc avait pu lui expliquer la situation de son collège.
Les premières difficultés vinrent de l'Université qui souhaitait, par diverses manœuvres administratives, changer le rapport des forces en faveur des laïcs dans la composition du personnel de l'établissement. L'Université saisit un prétexte pour lancer la querelle : trois professeurs laïcs, pères de familles et ayant d'autres occupations en dehors de leur emploi, étaient déjà assez avancés en âge pour subir les contraintes de celui-ci : aussi avaient-ils conclu avec d'autres enseignants ecclésiastiques un accord interne à l'établissement stipulant que chaque professeur laïc serait remplacé les 2/3 de son temps contre seulement 1/3 du traitement du professeur laïc. Ce qui permettrait aux laïcs concernés d'avoir beaucoup plus de temps libre pour se reposer et se soigner, tandis que les ecclésiastiques, qui n'avaient pas besoin d'une paye aussi importante que les laïcs du fait de leur mode de vie et de leur logement au Collège même, les remplaçaient partiellement. Le laïc versait donc le tiers de sa paye à l'ecclésiastique qui le suppléait aux deux tiers du temps. Et l'arrangement stipulait que, lorsque les professeurs laïcs seraient arrivés à l'âge de la retraite, les ecclésiastiques remplaçants obtiendraient à titre officiel et définitif les postes libérés par les laïcs.

Quand arriva la retraite des laïcs, les autorités universitaires réagirent brutalement en annulant la nomination des ecclésiastiques et en imposant au directeur l'arrivée de nouveaux professeurs laïcs de diplôme moindre que les candidats religieux, qui avaient pourtant déjà douze ans d'ancienneté dans la maison. Ceci se passait en 1872. L'abbé Leblanc, bien que scandalisé de cette injustice, accepta pour cette fois la décision de l'Université.
L'Université adopta par la suite comme attitude de tout mettre en œuvre pour réfuter les candidatures ecclésiastiques et de favoriser les candidats laïcs. La tension entre le Collège, qui "émet des réserves" sur la politique menée au niveau national, et l'Université, qui mène cette politique, s'accentue.
La Ville, alors dirigée par le conservateur M. Roussel-Defontaines, soutint l'abbé Leblanc contre les menées de l'Université, en affirmant qu'il "serait plus que regrettable que l'Université renouvelle la faute commise à Hazebrouck". Cependant, la Ville avait des problèmes budgétaires, à la suite des grands travaux qui avaient été effectués à l'époque pour répondre à la Révolution industrielle. Le Collège, pour sa part, était florissant et prospère, grâce à sa bonne gestion. Le Conseil Municipal enviait la situation financière de l'établissement, et cherchait un moyen de récupérer un peu de cette prospérité pour financer les projets communaux. Ce qui n'était pas pour plaire à l'abbé Leblanc, garant des intérêts du collège, et qui s'apprêtait à construire de nouveaux bâtiments pour accueillir le nombre croissant d'élèves. On décida d'augmenter la rétribution collégiale, la somme que chaque élève devait verser à la Ville pour être scolarisé. En quelques années, elle est quasiment doublée tandis que le budget alloué au Collège n'augmente pas.
En 1872, un article paru dans le journal lillois L'Écho du Nord agite tout Tourcoing : il y est déclaré que "la Ville de Tourcoing cherche actuellement à transformer actuellement son Collège Communal en établissement laïc pour la prochaine rentrée scolaire d'octobre". Le Conseil Municipal dément avec énergie, et une commission d'études sur la situation de l'école. Le rapporteur de la commission, M. Victor Hassebroucq, conclut ainsi son document élogieux sur le collège dirigé par l'abbé Leblanc : Il est important de conserver l'équilibre entre l'élément ecclésiastique et l'élément laïc de l'établissement [...] et qu'il est de bon augure d'espérer que le Collège vivra encore longtemps à l'ombre d'un régime qui ne lui a jusqu'à présent attiré que des mérites. L'Université reste alors muette et l'affaire en reste là.
De 1872 à 1881 s'ouvrent neuf années de calme et de bonne entente entre les trois protagonistes : le Collège, la Ville et l'Université. En 1877, la Ville renouvelle sa confiance à l'abbé Leblanc en signant un nouveau contrat d'association avec le Collège, qui devait durer vingt ans : une clause spéciale faisait en sorte que l'une des deux parties pouvait mettre fin au contrat tous les cinq ans, c'est-à-dire aux échéances de 1882, 1887, 1892 et 1897. À la condition sine qua non de dénoncer le contrat un an exactement avant l'échéance.

### La rupture et la transformation de l'établissement en Institution libre
Les bons rapports entretenus pendant presque dix ans n'étaient qu'une embellie, fragile et susceptible d'être renversée au moindre changement de donne. Le changement viendra tout d'abord de l'Université, en 1879 : l'arrivée au pouvoir au niveau national, des députés républicains accélère le processus de laïcisation déjà enclenché depuis plusieurs années.
En octobre 1880, l'Université envoie, sans prévenir Henri Leblanc, une note au Conseil municipal lui demandant si la Ville est satisfaite du Collège en l'état actuel des choses, et promettant l'ouverture d'un collège laïc si la Ville le souhaite. Le Conseil municipal, loyal, montre la note à l'abbé Leblanc. Celui-ci envoie un mémorandum expliquant sa position au Conseil municipal, qui l'approuve et répond courtoisement à l'administration scolaire qu'il n'y a pas lieu de changer l'organisation actuelle du collège qui satisfait la population tourquennoise.
Tout est remis en question lors des élections municipales de février 1881, remportées par la liste républicaine. Sentant un terrain favorable à ses menées, l'Université envoie, dès le mois d'avril de la même année, une proposition officielle de fermeture du Collège municipal de Tourcoing et de création à la place dudit établissement d'un Lycée d'État laïc. La Ville ne repousse pas, loin de là, cette proposition, et décide la création d'une "Commission à l'Instruction publique" pour juger si oui ou non il fallait maintenir le Collège communal en l'état.
Cette commission, dont les membres sont jugés inaptes à leur mission par Henri Leblanc, décide, "après un long et minutieux examen", que le Collège Communal n'entre pas dans les normes académiques, et que, de plus, "la Ville dispose d'une occasion extraordinaire, la promesse de création d'un lycée d'État à Tourcoing".
L'abbé Leblanc, que l'on essaie de tenir à l'écart pour mieux le neutraliser, demande des explications au nouveau Maire, Victor Hassebroucq, qui, en 1872, avait si bien loué et défendu le collège sous le régime mixte. M. Hassebroucq affirme qu'il ne faut pas agir dans la précipitation et que l'ouverture d'un lycée laïc risquerait de "troubler nos populations dont le caractère religieux n'est plus à démontrer". Henri Leblanc est convoqué, avec les membres de la Commission, chez le Recteur lui-même, à Douai. Un extrait de la conversation qui eut lieu alors peut éclaircir l'ambiance du moment :

Mr Foncin : "Votre Collège n'a pas l'esprit universitaire ! Mr l'Abbé, votre Collège sera laïc des pieds à la tête, ou il ne sera plus !"

Mr Leblanc : "Si vous le dites, Mr le Recteur, si vous le dites."
Les Tourquennois se mobilisent : deux jours après cette entrevue orageuse, six cents notables et chefs d'entreprise, pour la plupart anciens élèves, signent une pétition pour le maintien du Collège sous son régime actuel. Victor Hassebroucq, encore hésitant, échange une intense correspondance privée avec l'abbé Leblanc, qui tente de le convaincre des conséquences malheureuses d'une rupture avec l'Université. Pour contrer la pétition des six cents chefs de famille, les anticléricaux lancent une contre-pétition qui ne recueille que quarante signatures. C'est un échec complet, et l'opinion penche de plus en plus pour l'abbé Leblanc.
Mais l'échéance de dénonciation du contrat approche : l'Université, appuyée par le Ministre de l'Instruction publique qui a déclaré que "le Collège ecclésiastique de Tourcoing doit cesser d'exister", propose que la construction du futur Lycée soit entièrement financé par l'État. Cette promesse emporte l'adhésion des conseillers municipaux qui votent à l'unanimité la dénonciation du contrat avec le Collège et le Diocèse, le 31 juillet 1881.
Leblanc envoie une lettre amère à la Ville de Tourcoing : "Qu'on nous laisse au moins mourir en paix".

Très vite, cependant, il se ressaisit et, aidé par le fait que les bâtiments du Collège n'appartiennent pas à la Commune mais à la Société de Saint-Charles, qui dépend du diocèse, il prépare durant l'année scolaire 1881-1882, la dernière sous le régime universitaire, la transformation du Collège communal en Institution libre, c'est-à-dire un établissement privé ecclésiastique et libéré de la tutelle de l'Université. Ce genre d'institution est autorisé par la loi Falloux de 1850 et n'est subventionné ni par l'État ni par la Ville.
Les relations avec l'Université et avec la Ville sont glaciales pendant cette dernière année sous le régime public, et l'abbé Leblanc cherche surtout à éviter la moindre anicroche qui pourrait provoquer comme réactions immédiates la fermeture prématurée de son établissement et sa destitution du poste de Principal. Cependant, à l'occasion de la remise des prix en juillet 1882), les autorités universitaires interdisent à l'abbé Leblanc de prononcer son traditionnel discours de fin d'année, arguant du fait que "puisque Monsieur Leblanc ne sait pas se tenir au genre universitaire, il n'y aura pas de discours cette année au Collège de Tourcoing".
Le Principal, pour son dernier jour de fonctions sous ce titre, se permettra donc de déclarer d'une voix vibrante à la foule, en présence du Maire de Tourcoing (qui présidait la cérémonie des prix pour la dernière fois) :

"Nous ne pouvons malheureusement pas prendre la parole cette année. Ce que nous avions à dire n'était pas, paraît-il, dans le genre universitaire ! Mais nous vous attendons nombreux pour la rentrée du 5 octobre !".
Il fut applaudi à tout rompre par la foule qui reprit en chœur le Vivat en l'honneur du Collège qui disparaissait officiellement à cet instant précis.

### Le supérieur de l'Institution libre du Sacré-Cœur
Le Collège communal de Tourcoing était officiellement dissous. Cependant, l'abbé Leblanc avait déjà fait les démarches nécessaires pour créer une Institution libre, selon la loi Falloux de 1850.

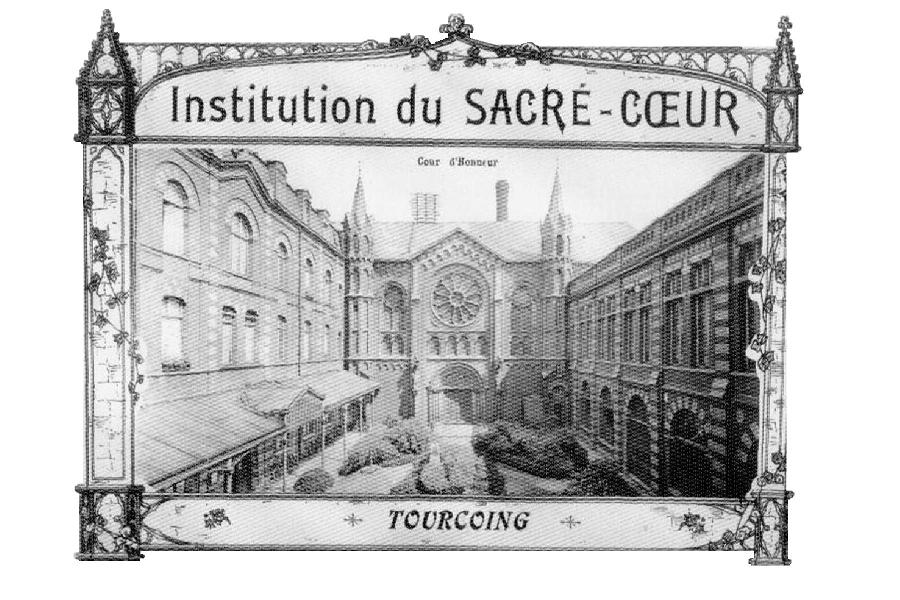
Institution libre du Sacré-Cœur en 1900

La survie de l'établissement, voué à la fermeture, fut possible grâce à son patrimoine : en effet, la Ville de Tourcoing avait pu récupérer le mobilier et le matériel scolaire du Collège mais pas les bâtiments ni le terrain. Ces derniers n'appartenaient pas à la commune mais à la Société Anonyme de Saint-Charles.

Il faut remonter 29 ans en arrière pour comprendre cette originalité. Quand, en 1853, le Collège s'installa au 111, rue de Lille, le directeur de l'époque, l'abbé Albert Lecomte, soucieux d'épargner des dépenses supplémentaires à l'établissement, fit l'acquisition du terrain et des bâtiments sur ses propres deniers et devint ainsi le propriétaire du terrain. Cet homme intègre et désintéressé, qui avait déjà tant fait pour le Collège, ne réclama jamais aucun remboursement et, à son départ en 1856, céda la propriété des terrains et bâtiments à une association diocésaine qu'il avait créé, la Société de Saint-Charles. Cette société louait son patrimoine au Collège communal de Tourcoing en échange d'un loyer annuel très réduit.

Quand Leblanc se trouva privé des moyens financiers et matériels jusque-là fournis par la Ville et l'Université, la Société de Saint-Charles, gérée par un grand nombre de ses anciens élèves, vint lui assurer que "jamais [leur] chère vieille école ne serait sans logis". La nouvelle Institution Libre avait un toit.
Quant à l'autorisation officielle pour la réouverture de l'école sous le nouveau vocable Institution libre du Sacré-Cœur, les autorités publiques ne firent pas de difficulté et souhaitèrent même un vif succès au directeur, écrivant que Mr Leblanc a toutes les qualités pour faire prospérer ce genre d'établissement". Dernière preuve cependant d'une rancune tenace, on lui supprime sans explication ses droits à la pension de retraite après vingt-cinq ans passés à la tête du Collège communal.
L'abbé Leblanc crée également à cette occasion l'Association des anciens élèves (1882) pour le soutenir dans son action : celle-ci contribue pour une large part à l'achat du matériel et du mobilier nécessaires à l'école, car l'ancien mobilier est repris par la municipalité en juillet 1882. 
Finalement, la rentrée des classes a bien lieu le 5 octobre 1882. Les trois années qui suivent sont calmes et relativement prospères ; Leblanc s'attelle à la rédaction de son livre, Le Collège communal de Tourcoing sous les vingt-cinq dernières années du régime universitaire, ouvrage dont l'une des motivations principales fut la "volonté de faire la lumière sur toute cette affaire de la rupture entre le Collège et la Ville".
Cependant, l'établissement étant une Institution libre complètement en dehors de la hiérarchie universitaire et les frais de scolarité devant être assumés par les seuls parents d'élèves, on peut regretter que le Sacré-Cœur soit devenu une école réservée à la haute bourgeoisie et aux classes aisées, qui formaient la quasi-intégralité des élèves, mis à part quelques très peu nombreux boursiers.

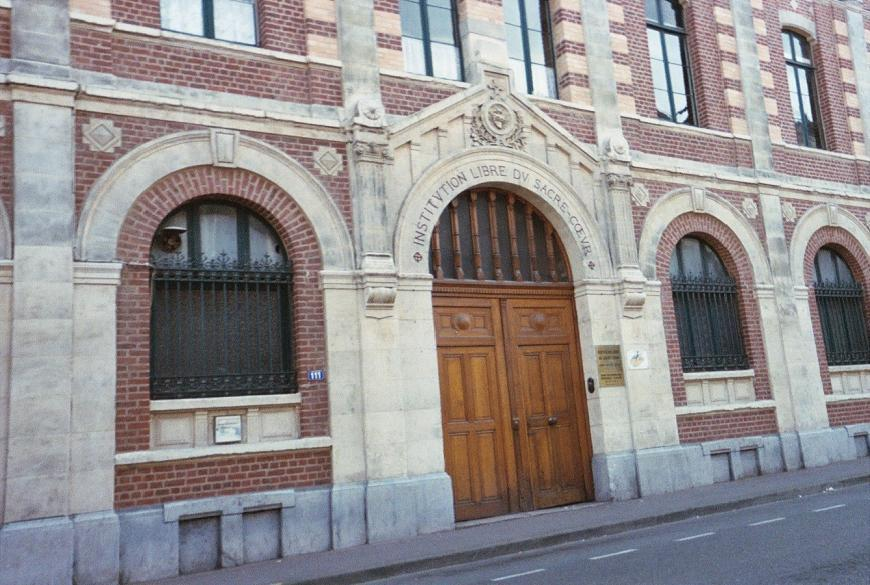
Entrée solennelle du 111, rue de Lille

C'est en 1885, alors que son livre passe sous presse, qu'un désastre vient frapper l'Institution. Après deux tentatives infructueuses déjouées par la vigilance des surveillants, un incendie d'origine criminelle dévaste l'école, à l'exception de la Grande chapelle. Réveillés en pleine nuit, les internes et les professeurs évacuent à temps les dortoirs et on ne déplore heureusement aucune victime.  Les dégâts matériels sont, par contre, immenses : il faudra quinze ans de travaux et le soutien sans faille des anciens élèves pour que l'Institution soit entièrement reconstruite.

Cet incendie est en fait la troisième tentative de départ de feu criminel commise en quelques mois sur l'établissement : les précédentes avaient été déjouées par la vigilance des surveillants ; la nuit du sinistre, un individu inconnu fut même aperçu par certains élèves, fuyant par les toits (là où a commencé le feu). Le coupable de cet acte qui aurait pu tuer 20 professeurs et près de 200 internes n'a jamais identifié.
Les seize dernières années de supériorat d'Henri-Leblanc sont paisibles et verront le nombre d'élèves s'accroître sans cesse et la réputation de l'établissement grandir à une échelle régionale.

### Départ
En 1901, à l'occasion de son jubilé de cinquante ans de sacerdoce, une grande fête est donnée au Sacré-Cœur en son honneur, à laquelle sont conviés tous les Tourquennois. Il décide alors de passer la main et prend sa retraite.

Le jour de son départ, l'abbé Henri Leblanc est nommé (à sa grande surprise) prélat de Sa Sainteté, en récompense des services rendus à l'Église et à la ville de Tourcoing. L'abbé Charles Lecomte, le petit-neveu du précédent directeur Albert Lecomte, lui succède en tant que Supérieur.
Il meurt de vieillesse la même année.

## Œuvres
- Vie et caractère de Saint Grégoire le Grand ; présomptions en faveur de ses dispositions bienveillantes en faveur des lettres, et examen des difficultés qui l'ont fait représenter comme  un ennemi des lettres profanes, 1852, Paris. (thèse de doctorat)
- Essai historique et critique sur l'étude et l'enseignement des lettres profanes dans les premiers siècles de l'Église, 1852, 227 pages, Paris.
- Histoire du Collège de Tourcoing, 1870, 579 pages, éditions Mathon, Tourcoing.
- Le Collège Communal de Tourcoing pendant les vingt-cinq dernières années du régime universitaire, 1858-1883, 1885, éditions Ducoulombier, Lille.